# Chris Cadden
Christopher Cadden (Bellshill, Escocia, 19 de septiembre de 1996) es un futbolista escocés que juega de defensa o centrocampista en el Hibernian F. C. de la Scottish Premiership de Escocia.

## Trayectoria
Formado en las inferiores del Motherwell, jugó seis temporadas en la Scottish Premiership y disputó más de 100 encuentros para el club. En 2019 fichó por el Columbus Crew de la MLS.

## Selección nacional
Es internacional absoluto con la selección de Escocia desde 2018.
En el año 2018 fue citado para jugar dos encuentros amistosos con la selección de Escocia. Debutó contra Perú el 19 de mayo.

## Estadísticas
Actualizado al último partido disputado el 17 de mayo de 2025.
| Club | Div.          | Temporada     | Liga(1) | Liga(1) | Copas nacionales(2) | Copas nacionales(2) | Copas internacionales | Copas internacionales | Total | Total |
| Club | Div.          | Temporada     | Part.   | Goles   | Part.               | Goles               | Part.                 | Goles                 | Part. | Goles |
| --- | ------------- | ------------- | ------- | ------- | ------------------- | ------------------- | --------------------- | --------------------- | ----- | ----- |
| Motherwell F. C. Escocia | 1.ª           | 2013-14       | 3       | 0       | 0                   | 0                   | 0                     | 0                     | 3     | 0     |
| Motherwell F. C. Escocia | 1.ª           | 2014-15       | 3       | 0       | 0                   | 0                   | 0                     | 0                     | 3     | 0     |
| Albion Rovers F. C. Escocia | 4.ª           | 2014-15       | 10      | 2       | 0                   | 0                   | ―                     | ―                     | 10    | 2     |
| Albion Rovers F. C. Escocia | Total club    | Total club    | 10      | 2       | 0                   | 0                   | 0                     | 0                     | 10    | 2     |
| Motherwell F. C. Escocia | 1.ª           | 2015-16       | 20      | 2       | 1                   | 0                   | ―                     | ―                     | 21    | 2     |
| Motherwell F. C. Escocia | 1.ª           | 2016-17       | 36      | 3       | 6                   | 2                   | ―                     | ―                     | 42    | 5     |
| Motherwell F. C. Escocia | 1.ª           | 2017-18       | 33      | 0       | 12                  | 4                   | ―                     | ―                     | 45    | 4     |
| Motherwell F. C. Escocia | 1.ª           | 2018-19       | 20      | 1       | 5                   | 0                   | ―                     | ―                     | 25    | 1     |
| Motherwell F. C. Escocia | Total club    | Total club    | 115     | 6       | 24                  | 6                   | 0                     | 0                     | 139   | 12    |
| Oxford United F. C. Inglaterra | 3.ª           | 2019-20       | 21      | 0       | 2                   | 0                   | ―                     | ―                     | 23    | 0     |
| Oxford United F. C. Inglaterra | Total club    | Total club    | 21      | 0       | 2                   | 0                   | 0                     | 0                     | 23    | 0     |
| Columbus Crew S. C. Estados Unidos                                                                                                | 1.ª           | 2020          | 10      | 0       | 0                   | 0                   | ―                     | ―                     | 10    | 0     |
| Columbus Crew S. C. Estados Unidos                                                                                                | Total club    | Total club    | 10      | 0       | 0                   | 0                   | 0                     | 0                     | 10    | 0     |
| Hibernian F. C. Escocia | 1.ª           | 2020-21       | 10      | 0       | 2                   | 0                   | ―                     | ―                     | 12    | 0     |
| Hibernian F. C. Escocia | 1.ª           | 2021-22       | 28      | 2       | 6                   | 1                   | 0                     | 0                     | 34    | 3     |
| Hibernian F. C. Escocia | 1.ª           | 2022-23       | 37      | 1       | 5                   | 0                   | ―                     | ―                     | 42    | 1     |
| Hibernian F. C. Escocia | 1.ª           | 2023-24       | 11      | 1       | 2                   | 0                   | 0                     | 0                     | 13    | 1     |
| Hibernian F. C. Escocia | 1.ª           | 2024-25       | 32      | 0       | 5                   | 0                   | ―                     | ―                     | 37    | 0     |
| Hibernian F. C. Escocia | Total club    | Total club    | 118     | 4       | 20                  | 1                   | 0                     | 0                     | 138   | 5     |
| Total carrera | Total carrera | Total carrera | 274     | 12      | 46                  | 7                   | 0                     | 0                     | 320   | 19    |
| (1) Incluye datos del MLS is Back Tournament. (2) Incluye datos de la Copa de Escocia, la Copa de la Liga de Escocia y la FA Cup. |               |               |         |         |                     |                     |                       |                       |       |       |

## Palmarés

### Títulos nacionales
| Título              | Club                | País    | Año     |
| ------------------- | ------------------- | ------- | ------- |
| Scottish League Two | Albion Rovers F. C. | Escocia | 2014-15 |

## Vida personal
Tiene un hermano gemelo, Nicky, que también es futbolista profesional.